# Jacob Jensen (født 1973)
 Der er flere personer med dette navn, se Jacob Jensen.
Jacob Stenholm Jensen (født 26. maj 1973 i Holbæk) er en dansk politiker, der har været medlem af Folketinget siden 2005, valgt for Venstre i Kalundborgkredsen (Sjællands Storkreds). Han er 2. næstformand i regionsrådet i Region Sjælland.

## Baggrund og erhvervskarriere
Jensen blev student fra Stenhus Gymnasium i 1992, og blev i 1998 kandidat i erhvervsjura (cand.merc.jur.) fra Handelshøjskolen i København. Fra 1998 arbejdede han som økonom hos A.P. Møller-Mærsk, og var 2001–2002 udstationeret hos selskabets afdeling i London. I 2002 blev han kontorchef hos A. P. Møller – Mærsk i København.

## Politisk karriere
Han blev opstillet som folketingskandidat for Venstre i Nykøbing Sjælland-kredsen i 2004, og blev valgt ved valget 8. februar 2005. I 2007 blev han opstillet i Kalundborgkredsen, og blev genvalgt 13. november samme år. Jensen er finansordfører for Venstre, og har tidligere været erhvervs-, økonomi- og kommunalordfører for partiet. Ved valget i 2011 opnåede Jacob Jensen næsten 10.000 personlige stemmer, kun overgået af Pia Kjærsgaard samt Bertel Haarder som den kandidat i hele Sjællands Storkreds med flest personlige stemmer.
Jensen sidder desuden i bestyrelsen for havbruget Musholm, og er i denne forbindelse blevet kritiseret af organisationen Transparency International for hans arbejde i miljøudvalget vedrørende behandlingen af en lov, der giver mulighed for flere havbrug til gavn for blandt andet Musholm.